# 前列腺素H2
前列腺素H2是由花生四烯酸衍生而来的一種前列腺素，它可以進步一步衍生成其他的前列腺素和血栓素。

前列腺素H2（居中）到其它前列腺素与血栓素的途径